# Шахматная доска (опознавательный знак)

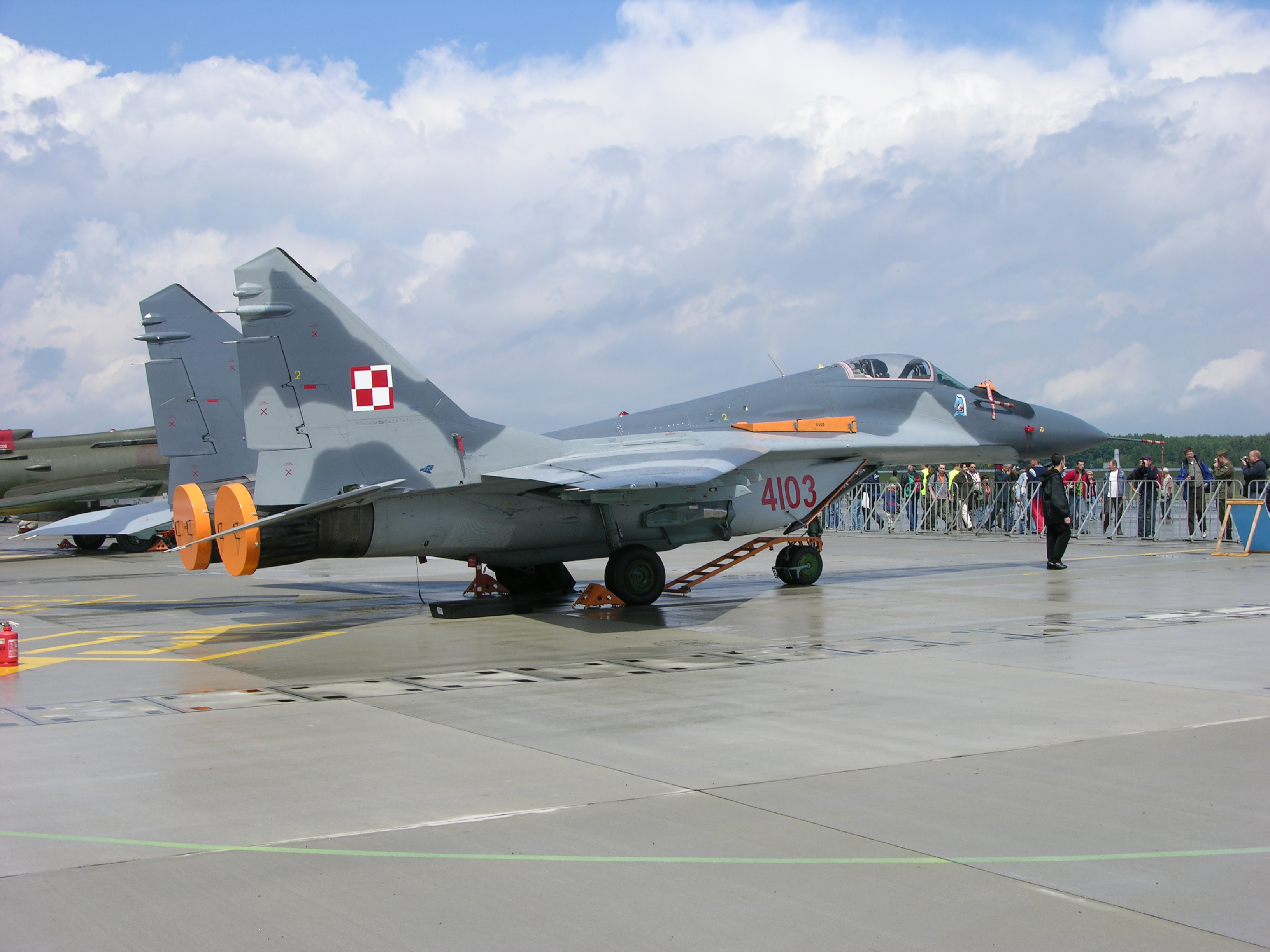
Шаховница на польском МиГ-29

Авиационная шахматная доска (пол. szachownica lotnicza) — официальный символ и опознавательный знак ВВС Польши для обозначения военных воздушных судов. Представляет собой квадрат из четырёх белых и красных полей с каймой в цветах, противоположных цвету прилегающего поля.

## История

### Происхождение
Первоначально польские самолёты обозначали различными символами национальных бело-красных цветов: разделенным по диагонали гербовым щитом (варшавская эскадрилья), вертикальными бело-красными полосами (львовская эскадрилья) и красной буквой Z в белом квадрате (краковские эскадрильи):
Впервые бело-красная шахматная доска (геральдическая «шаховница») с четырьмя полями без каймы была использована в качестве личного герба лейтенанта Стефана Стеца, служившего в австрийской, а затем польской военной авиации. 15 ноября 1918 года на самолёте с эти символом он доставил в Варшаву донесение из осажденного украинскими войсками Львова. Командующий авиацией подполковник Ипполит Лоссовский счел шахматную доску соответствующей всем требованиям к знаку государственной принадлежности: оригинальность, национальные цвета и возможность легко изобразить её на крыльях и фюзеляже.

Варшавская эскадрилья
Львовская эскадрилья
Краковские эскадрильи
Опознавательный знак польской авиации в 1918—1921 годах

### Межвоенный период

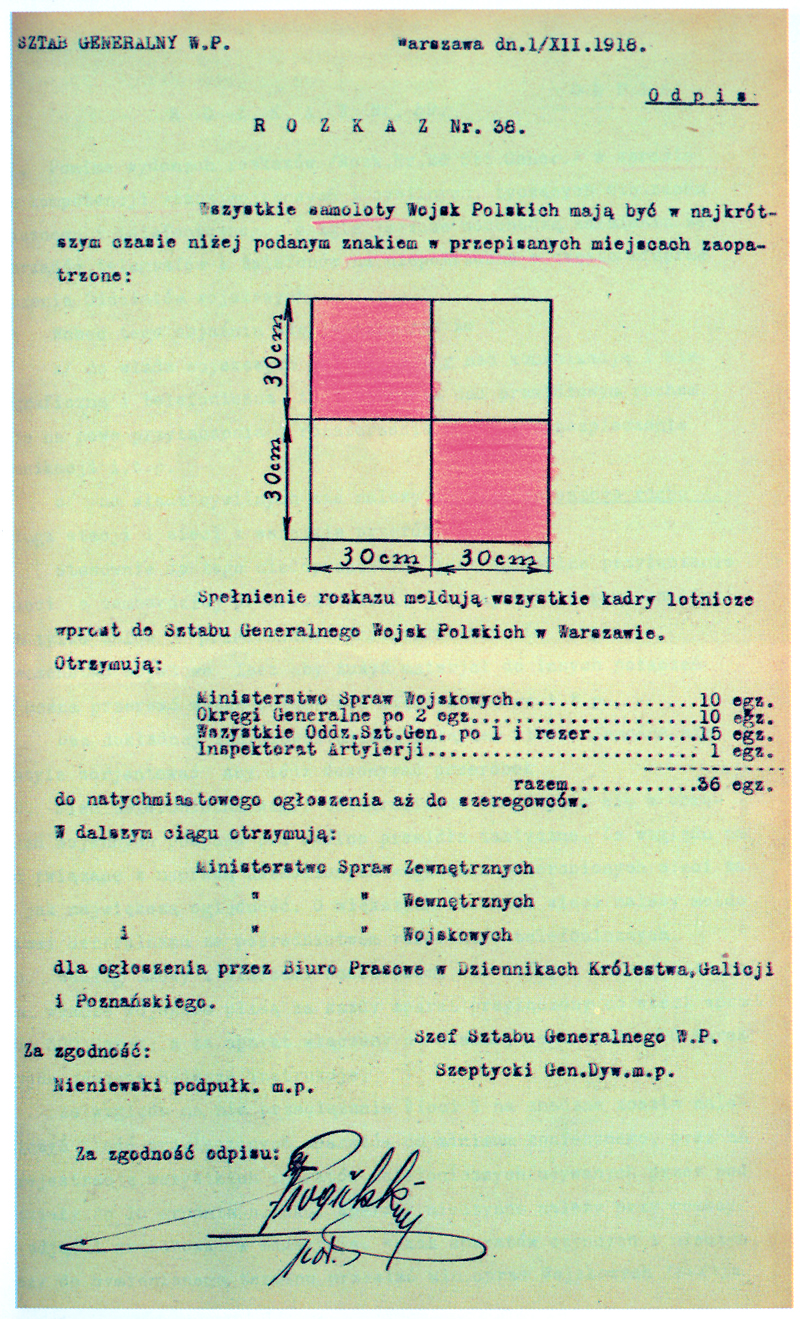
Копия приказа № 38 начальника Генерального штаба Войска польского от 1 декабря 1918 года.

1 декабря 1918 года начальник Генерального штаба Войска польского дивизионный генерал Станислав Шептицкий издал приказ № 38:

Все самолёты Войска польского должны быть в кратчайшие сроки снабжены нижеуказанным знаком в положенных местах.
Оригинальный текст (пол.)Wszystkie samoloty Wojska Polskiego mają być w najkrótszym czasie niżej podanym znakiem w przepisanych miejscach zaopatrzone.

7 декабря 1918 года в Ежедневнике распоряжений Министра по военным делам № 9 вышло Распоряжение начальника Генерального штаба:

Самолёты Польских войск в будущем снабдить в ранее указанных местах квадратным знаком шириной 60 см, разделенным на четыре равных поля. Левое верхнее и правое нижнее поле — кармазинного цвета, левое нижнее и правое верхнее — белого цвета.
Оригинальный текст (пол.)Samoloty Wojsk Polskich będą w przyszłości zaopatrzone w miejscach dotychczas obowiązujących znakiem kwadratowym szerokości 60 cm, dzielącym się na cztery równe pola. Lewe górne i prawe dolne pole będzie barwy karmazynowej, lewe dolne i prawe górne pole barwy białej

Первоначально шахматную доску рисовали на всю ширину крыльев, фюзеляжей и рулей направления. В 1921 году была принята Инструкция Авиационных войск № 15: «Общие технические условия для самолётов», добавлявшая к символу рамку в цветах, противоположных цвету окаймляемого поля, однако соотношение ширины каймы к размерам шахматной доски было установлено лишь в марте 1930 года распоряжением президента Польши об опознавательных знаках:

Авиационная шахматная доска представляет собой квадрат, разделенный на четыре равных поля, из которых левое верхнее и правое нижнее — красного цвета с белой каймой, левое нижнее и правое верхнее — белого цвета с красной каймой. Соотношение каймы к полю составляет 1:5.
Оригинальный текст (пол.)Szachownica lotnicza jest to kwadrat podzielony na cztery równe pola, z których lewe górne i prawe dolne są barwy czerwonej z białą obwódką, lewe dolne i prawe górne barwy białej z obwódką czerwoną. Stosunek obwódek do pola wynosi 1:5.

Шахматная доска этого образца оставалась символом польской военной авиации вплоть до 1993 года.

### Вторая мировая война

Опознавательный знак польской авиации в 1921—1993 годах.

После поражения Польши в войне 1939 года с Германией на самолёты польских пилотов, служащих в других странах Антигитлеровской коалиции, наносили шахматную доску вместе с опознавательным знаком соответствующего государства:
- Во Франции: большая повернутая на 90° шахматная доска на фюзеляже вместо французских знаков. Вероятно, изменение было связано с существованием введенного в 1885 году во Франции знака[фр.] железнодорожной сигнализации схожего вида.
- В Великобритании: миниатюрные шахматные доски на кожухе двигателя спереди ниже кабины пилота, редко — на фюзеляже за знаком Королевских ВВС.
- Польская авиация в СССР: небольшая шахматная доска на кожухе двигателя.

## Современность
Законом «О знаках Вооруженных сил Республики Польша» от 19 февраля 1993 года (Статья 22 Главы 5, а также образец в приложении) был введен более правильный с геральдической точки зрения, но нарушающий традицию образец знака, повернутый на 90 градусов по отношению к предыдущему:

Знаком военных воздушных судов является бело-красная авиационная шахматная доска в цветах Республики Польша, разделенная на четыре равных поля с краями противоположных цветов. Соотношение ширины края к длине грани поля авиационной шахматной доски составляет 1:5.
Оригинальный текст (пол.)Znakiem wojskowych statków powietrznych jest biało-czerwona szachownica lotnicza o barwach Rzeczypospolitej Polskiej, podzielona na cztery równe pola ze skrajami o naprzemiennych barwach. Stosunek szerokości skraju do długości krawędzi pola szachownicy lotniczej wynosi 1:5.

### Правила нанесения

Современный образец символа, утвержденный в 1993 году.

Согласно утратившему силу распоряжению министра национальной обороны Польши, на самолётах символ наносят с обеих сторон вертикального стабилизатора (в случае двойного вертикального оперения — только с внешних сторон стабилизаторов) и на нижних поверхностях обоих крыльев (в случае бипланов — на нижней поверхности левого и правого нижнего крыла). По распоряжению министра национальной обороны от 25 февраля 2012 года символы размещаются также на верхних поверхностях обоих крыльев (в случае бипланов — сверху левого и правого верхнего крыла). На веротлетах символ наносят с обеих сторон задней части фюзеляжа и на нижней поверхности фюзеляжа.
Грани шахматной доски должны быть параллельны продольной оси симметрии. Знак не может быть разделен между неподвижной и подвижной поверхностью, однако размещение целиком на подвижной поверхности допускается. Если символ нанесен на элементе белого или красного цвета, он должен быть окружен серой каймой, ширина которой составляет 1/6 ширины краев шахматной доски.

## Сфера применения
С 1991 года воздушные суда Пограничной службы Польши обозначают бело-красной шахматной доской в круге на фоне зелёного квадрата.
Наклоненную на 45° бело-красную шахматную доску (иногда в виде ромба) с 1960-х до 1980-х годов изображали на башнях или бортах безбашенной бронетехники Войска польского.

Знак воздушных судов польской пограничной службы
Знак для обозначения бронетехники (ПНР).

Авиационная шахматная доска изображена на флаге военных аэропортов и аэродромов, флаге аэропортов и аэродромов Военно-морских сил Польши и флаге Командующего ВВС Польши.

Аэродромный флаг ВВС Польши
Аэродромный флаг ВМС Польши
Флаг командующего ВВС Польши

Шахматная доска изображена на аверсе Авиационного Креста Заслуги и Авиационного Креста Заслуги с мечами, а также на Знаке к почетному званию «Заслуженный военный пилот», ранее — на аверсе Авиационной медали.

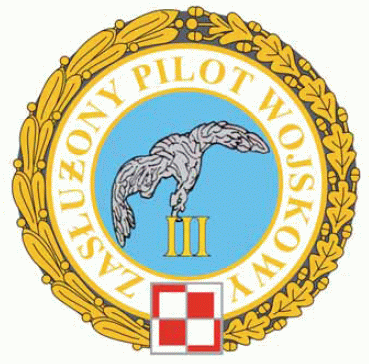
Знак «Заслуженный военный пилот» (образец 2010 года, третье награждение)
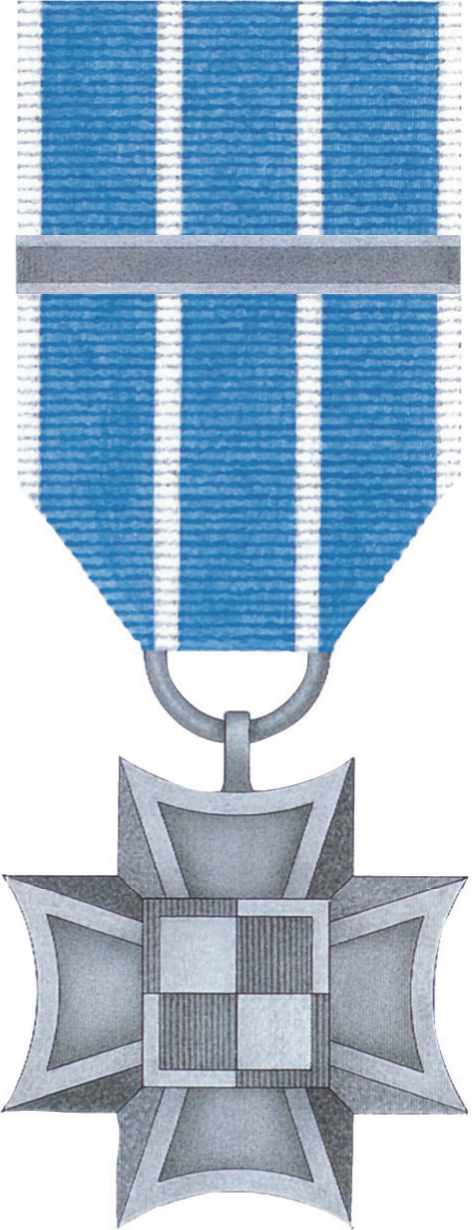
Авиационный Крест Заслуги
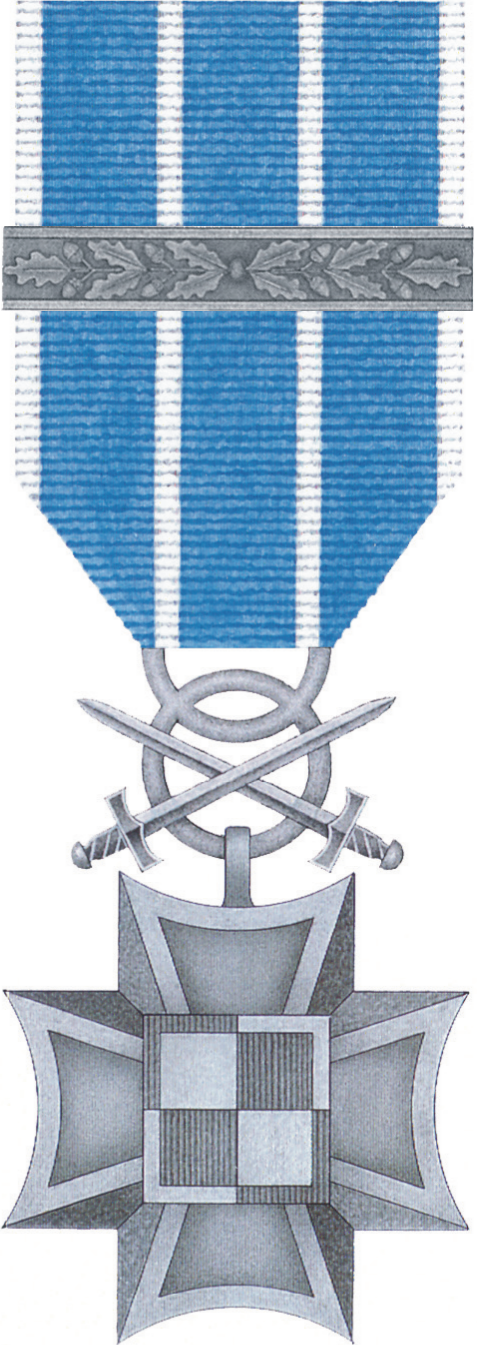
Авиационный Крест Заслуги с мечами

Знак шахматной доски изображен на памятной монете номиналом в 2 злотых, отчеканенной Национальным банком Польши 4 апреля 2011 года в память о жертвах катастрофы Ту-154 в Смоленске 10 апреля 2010 года. Согласно принципам, принятым Геральдическим советом и применяемым для знаков отличия и медалей, белый цвет обозначен выпуклостью рельефа монеты, красный — плоскостью монеты.
С согласия заместителя министра национальной обороны Польши Чеслава Мрочека польский прыгун с трамплина Камиль Стох выступил на Зимних олимпийских играх 2014 года в Сочи в шлеме с авиационной шахматной доской, завоевав две золотые медали.